# Феодосий (Шитов)
Епи́скоп Феодо́сий (в миру Анто́н Миха́йлович Ши́тов; 30 октября 1968, Чебоксары) — архиерей Русской православной церкви, епископ Алатырский и Порецкий.

## Биография
Родился 30 октября 1968 года в Чебоксарах. В 1986 году окончил среднюю школу в Чебоксарах. Осенью того же года был призван в армию для прохождения срочной службы. Служил в Воздушно-десантных войсках. Демобилизовался в 1988 году.
В 1988—1989 годы работал художником-оформителем. В 1989 году поступил работать шлифовщиком на Чебоксарский машиностроительный завод. В 1991 году заочно поступил на художественно-графический факультет Чебоксарского педагогического института, где проучился до августа 1993 года.
В августе 1993 года поступил послушником в возрождающийся Свято-Троицкий мужской монастырь в Чебоксарах.
19 августа 1994 года архиепископом Чебоксарским и Чувашским Варнавой (Кедровым) был пострижен в монашество с именем Феодосий в честь Феодосия Киево-Печерского. 21 августа 1994 года тем же архипастырем рукоположен с сан иеродиакона, 29 мая 1995 года рукоположен в сан иеромонаха, 13 апреля 2004 года возведен в сан игумена.
В 2001—2004 годы проходил заочное обучение в Нижегородской духовной семинарии.
С весны 2003 года исполнял обязанности настоятеля подворья Свято-Троицкого монастыря в селе Малое Чурашево Ядринского района Чувашской Республики. 30 ноября 2009 года назначен настоятелем.
23 февраля 2011 года назначен и. о. настоятеля Александро-Невского мужского монастыря п/о Каршлыхи Моргаушском районе Чувашской Республики. 30 мая 2011 года утверждён в должности настотеля Священным синодом РПЦ.
16 апреля 2023 года по благословению Патриарха Кирилла, награжден правом служения Божественной Литургии с отверстыми Царскими Вратами по «Иже Херувимы».
30 мая 2024 года решением Священного Синода РПЦ избран быть епископом Алатырским и Порецким.
2 июня 2024 года в Введенском кафедральном соборе Чебоксаров митрополитом Чебоксарским и Чувашским Савватием (Антоновым) был возведён в сан архимандрита.
12 июня 2024 года в Тронном зале кафедрального соборного Храма Христа Спасителя наречён во епископа Алатырского и Порецкого.
16 июня 2024 года в кафедральном соборном Храме Христа Спасителя в Москве состоялась его архиерейская хиротония, которую совершили: Патриарх Кирилл, митрополит Воскресенский Григорий (Петров), митрополит Наро-Фоминский Никандр (Пилишин), митрополит Чебоксарский и Чувашский Савватий (Антонов), епископ Канашский и Беловолжский Стефан (Гордеев), епископ Череповецкий и Белозерский Игнатий (Суранов), епископ Раменский Алексий (Туриков)